# William Thompson (politicus)
William John Thompson (26 oktober 1939 – 12 december 2010) was een Noord-Iers politicus van de Ulster Unionist Party. In 1997 werd hij het eerste parlementslid voor het kiesdistrict West Tyrone. In 2001 werd hij vervangen door Pat Doherty. Thompson was een van de Ulster Unionist Party-leden die gekant waren tegen het Goedevrijdagakkoord.